# Liste der Gaue von Alamannien/Schwaben, dem Elsass und von Hochburgund

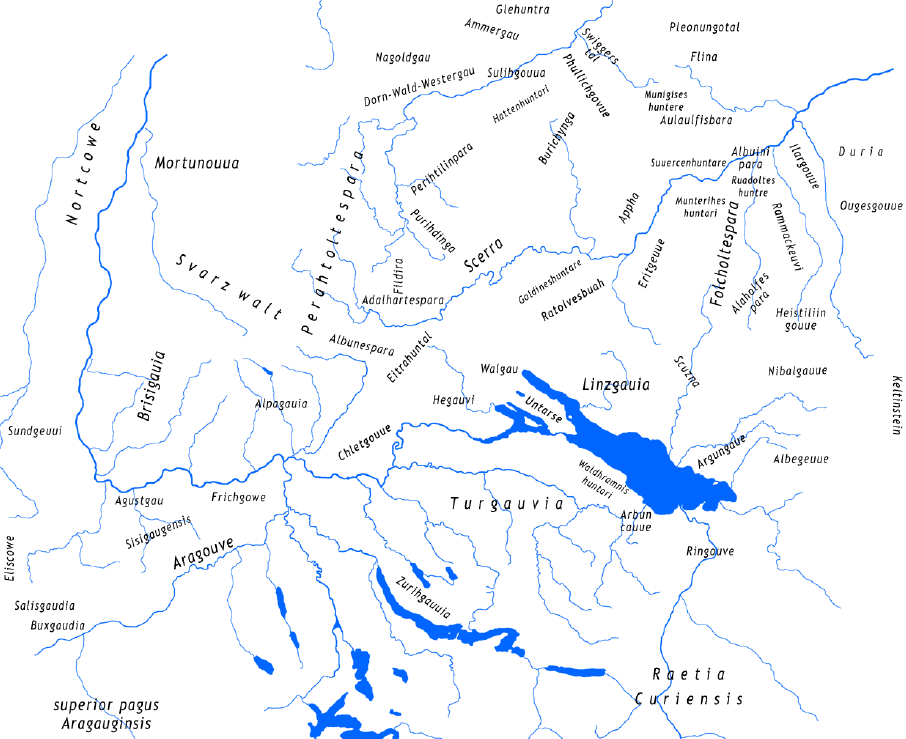
Die in mittelalterlichen Dokumenten überlieferten Landschaftsnamen von Alamannien

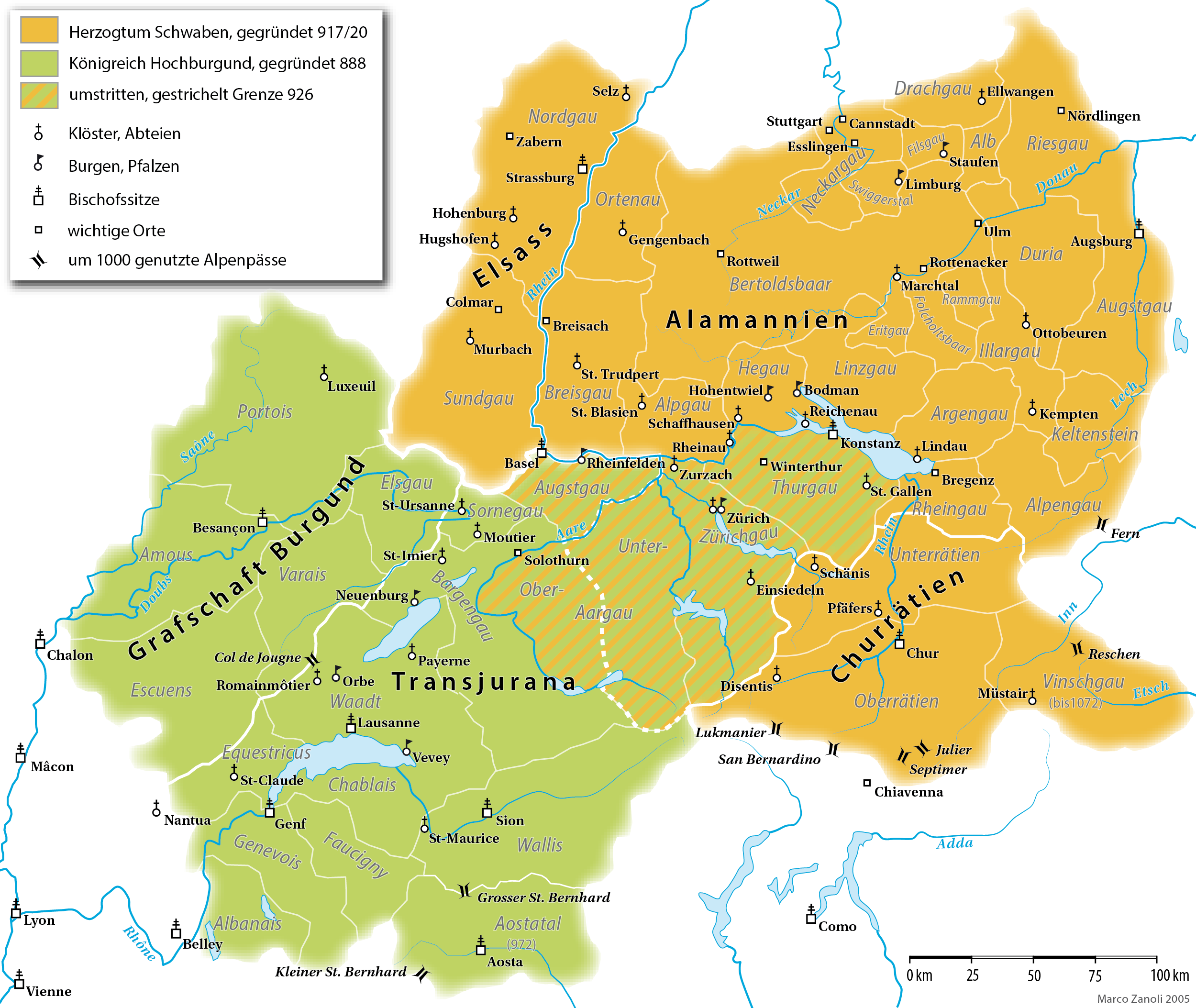
Alamannien und Hochburgund im 10. und 11. Jahrhundert

Seit der Eroberung durch die Franken im 6. Jahrhundert war Alamannien/Schwaben in Gaue eingeteilt, die jeweils einem Grafen unterstellt waren. Viele der damaligen Bezeichnungen haben sich bis heute als Landschaftsnamen gehalten. Die Grafschaftsbezirke zerfielen wiederum in Teilgaue, deren Namen sich ebenfalls teilweise gehalten haben. Bei dem -w- in -gowe handelt es sich um ein Dehnungs-w, aus -uu-.
Unterteilung von Alamannien/Schwaben in Gaue (Gowe/Gawe) – nur oberste Hierarchiestufe:
- Mortunova (Mortenau, von keltisch Moridunum = Moor/Sumpfland, heute Ortenau)
- Brisigowe (Breisgau)
- Alpegowe (Albgau, Bereich südlicher Schwarzwald)
- Perahtoltaspara (Berchtoldsbaar, Teil der Baar)
- Nekargowe (am mittleren Neckar)
- Swiggerstal (das heutige Ermstal)
- Filiwigawe (Filsgau an der Fils)
- Trachgowe (Drachgau, bei Schwäbisch Gmünd)
- Rezia (Ries beziehungsweise Nördlinger Ries, von der römischen Provinz Raetia)
- Augestigowe (um Augsburg)
- Duria (Duriagau)
- Illargowe (am Fluss Iller)
- Keltinstein (Keltenstein)
- Albegowe (teilweise heutiges Allgäu)
- Argungowe (am Fluss Argen, nordöstlicher Bodenseeraum östlich der Schussen)
- Rammegowe (Rammgau)
- Folcholtespara (Folcholtsbaar, Teil der Baar)
- Britgewe (heute?)
- Linzgowe (Linzgau, westlich der Schussen)
- Hegowe (Hegau)
- Turgowe (später wurde der Zürichgau abgespalten; heute im Wesentlichen Gebiet der Schweizer Kantone Thurgau und Zürich, Fluss Thur)

Andere Quellen nennen weiterhin:
- Alba (Alb, heute Albuch)
- Augestigowe (Augstgau zwischen Rhein und Aare, von der Stadt Augst)

Zwischen Hochburgund und Alemannien/Schwaben lag das Gebiet Argowe (heute Aargau, vom Fluss Aare) dessen Zugehörigkeit umstritten war. Dieser war unterteilt in den Ober-Aargau und den Unter-Aargau.
Gaue im Elsass:
- Nordgowe (Nordgau)
- Suntgowe (Sundgau, Südgau)

Gaue in Churrätien:
- Ringowe (Rheingau, nach dem Fluss Rhein an der Mündung in den Bodensee, bei Bregenz)
- Retia (von der römischen Provinz Raetia, oberes Rheintal)

Gaue im Königreich Hochburgund
- Grafschaft Burgund (Franche-Comté)
  - Portuensis (heute Portois)
  - Amosensis
  - Scudinga
  - Warascum oder Varesco, Warasgow (Varais)
  - Alsgowe (heute Elsgau, franz. Ajoie)
- Transjurana (Gebiete jenseits des Gebirgszugs des Jura)
  - Sorengowe (Sornegau)
  - Bargensis (Bargengau)
  - Wisliaeensis oder Waldgau (um Avenches, deutsch Wiflisburg)
  - Lausonensis (um Lausanne)
  - Equestricus (um Nyon, lat. Colonia Iulia Equestris)
  - Genevensis (um Genf, Genevois)
  - Albanensis
  - Falcinensis (heute Faucigny)
  - Caputlacensis (heute Chablais)
  - Vallensis (heute Wallis)
  - Ausicensis (Pagus Ausicensis[1])  im oberen Saanetal
  - Ufegowe (Ufgau im Kanton Bern – nicht zu verwechseln mit dem Ufgau in Baden-Württemberg)